# Assemblée provinciale de la Tshopo
L'Assemblée provinciale de la Tshopo est l'organe législatif de la province de la Tshopo, en République démocratique du Congo.

## Historique
Créée en 2006, avec l'entrée en vigueur de la Constitution de la République démocratique du Congo, l'assemblée provinciale de la Tshopo est le fruit du processus de décentralisation, visant à accorder plus d'autonomie aux provinces. Elle succède à divers organes administratifs qui géraient les affaires locales sous les régimes précédents.
La Tshopo, situé entre 0°31'00"LN et 25°11'59" LE , elle est entourée de huit provinces. À l´Est par l´Ituri, à l´Ouest par la Tshuapa, au Nord par le Bas-Uélé et au Sud par le Maniema. Dans sa partie Nord-Est, c´est le Haut-Uélé, au Nord-Ouest la Mongala, au Sud-Est le Nord Kivu et enfin, le Sankuru au Sud-Ouest.

## Siège
Le siège de l'assemblée provinciale est situé dans la ville de Kisangani, chef-lieu de la Tshopo. Le bâtiment, bien que fonctionnel, a parfois fait l'objet de critiques pour son inadéquation face aux besoins croissants de l'institution.

## Députés
L'Assemblée provinciale est composée de 27 députés provinciaux, élus pour un mandat de cinq ans lors des élections provinciales. Ces députés représentent les territoires et villes de la province, notamment Kisangani, 
Bafwasende
Banalia, 
Basoko, 
Isangi, 
Yahuma, 
Opala
Ubundu.

## Bureau de l'assemblée
Le bureau est l'organe exécutif de l'Assemblée provinciale, chargé de coordonner ses travaux. Il est composé d´ :
un président ; un vice-président ; un rapporteur ; un rapporteur adjoint ; un questeur.

## Commissions
L'Assemblée fonctionne à travers des commissions spécialisées qui examinent des questions spécifiques.

## Rôles et missions
Il est généralement dit que le parlement est la branche législative du pouvoir. Dans le modèle de séparation des pouvoirs de John Locke qui rejoint aussi le principe de séparation des pouvoirs de Montesquieu, les pouvoirs législatif et exécutif doivent être indépendants. Le pouvoir législatif prescrit les règles et donne mandat à l'exécutif de les mettre en œuvre, et ce dernier lui est subordonné et lui rend compte.
Ainsi, il ne saurait y avoir des systèmes démocratiques de gouvernement sans transparence ni obligation de rendre compte. La responsabilité première en matière de ces principes incombe directement au parlement. De par sa fonction fondamentale de contrôle, le parlement demande des comptes au gouvernement au nom du peuple afin que la politique et l'action du gouvernement soient aussi efficaces et répondent aux attentes du public.
Le contrôle
parlementaire est en outre crucial pour endiguer tout excès de la part du gouvernement!®
Conformément à l'article 197 de la constitution du 18 février 2006:
-   l'Assemblée provinciale est l'organe de la province ;
-   elle délibère dans les domaines de compétences réservées à la province ;
-   elle contrôle le Gouvernement provincial ainsi que les services publics provinciaux et locaux ;
-   elle légifère par voie d'édit.
Ainsi, il va sans dire que les compétences ci-haut indiquées corroborent avec le fonctionnemen quasi identique du parlement au niveau du pouvoir central. Par conséquent, ces dispositions nou:
poussent à parler du droit et de la pratique parlementaire.
Le contrôle parlementaire est défini comme : « l'analyse, le suivi et le contrôle du gouvernement et des organismes publics, y compris la mise en œuvre des politiques et de la législation »" Cette définition se concentre sur l'objectif et la nature des activités de contrôle, plutôt que sur leurs modalités. Elle couvre notamment les travaux des commissions parlementaires et des séances plénières, ainsi que les auditions tenues pendant la phase parlementaire des projets de loi et au cheminement du processus conduisant, par exemple, à l'adoption du budget.
Représentation : Les députés provinciaux servent de relais entre la population et l'administration provinciale, plaidant pour les besoins et les aspirations des citoyens.